# Óscar Husillos
Óscar Husillos Domingo, né le 18 juillet 1993 à Astudillo, Palencia, est un athlète espagnol, spécialiste du 400 m.

## Carrière
Son premier résultat significatif, sur 200 m, est de 20 s 92 à Salamanque le 4 juin 2016.
Il ne se révèle qu'en 2017 : le 6 août 2017, il améliore son record personnel en 45 s 16 en demi-finale des Championnats du monde à Londres.
Le 20 janvier 2018, à Salamanque, il crée la sensation en établissant un nouveau record d'Espagne du 300 m en 32 s 39, devenant ainsi le 2e meilleur performeur européen de l'histoire et 13e mondial de tous les temps. Le 8 février 2018, il s'impose chez lui au meeting de Madrid en 45 s 86, nouveau record d'Espagne en salle. Le 17 février, il bat son troisième record national de l'hiver à l'occasion du 200 m des championnats d'Espagne en salle : il court la distance en 20 s 68 et éclipse les 20 s 75 de Bruno Hortelano, datant de 2014.
Aux championnats du monde en salle de Birmingham, Husillos remporte sa série en 46 s 51 puis sa demi-finale en 45 s 69, améliorant son record d'Espagne et se qualifiant ainsi pour la finale. En finale, l'Espagnol prend la tête de course dès le début pour ne plus la lâcher et remporte le titre en 44 s 92, battant le vieux record d'Europe détenu jusque-là par l'Est-Allemand Thomas Schönlebe depuis 1988. Seulement, il est disqualifié de la course pour avoir empiété dans le couloir intérieur, ce qui sera très controversé durant tous les championnats. Le Dominicain Luguelín Santos, initialement 2e, est également disqualifié pour la même raison. C'est finalement le double-tenant du titre Pavel Maslák qui remporte la médaille d'or, qu'il qualifie toutefois de « saveur bronzée ».
Le 22 juin, lors du Meeting d'athlétisme de Madrid, Óscar Husillos porte son record personnel à 44 s 73 pour terminer 3e de la course remportée par Luguelin Santos en 44 s 66. Bruno Hortelano, compatriote d'Husillos, bat le record d'Espagne pour terminer 2e en 44 s 69. Les deux espagnols sont en dessous de la précédente marque détenue par Cayetano Cornet en 44 s 96 depuis 1989.
Le 2 mars 2019, il devient vice-champion d'Europe en salle du 400 m lors des championnats d'Europe en salle de Glasgow en 45 s 66, record d'Espagne en salle, derrière Karsten Warholm (45 s 05, record d'Europe égalé).

## Palmarès
| Date | Compétition                       | Lieu       | Résultat | Épreuve   | Temps         |
| ---- | --------------------------------- | ---------- | -------- | --------- | ------------- |
| 2017 | Championnats d'Europe par équipes | Lille      | 1er      | 4 × 400 m | 3 min 2 s 32  |
| 2017 | Championnats du monde             | Londres    | 5e       | 4 × 400 m | 3 min 0 s 65  |
| 2018 | Championnats du monde en salle    | Birmingham | finale   | 400 m     | DQ            |
| 2018 | Championnats d'Europe             | Berlin     | 6e       | 400 m     | 45 s 61       |
| 2018 | Championnats d'Europe             | Berlin     | 3e       | 4 x 400 m | 3 min 0 s 68  |
| 2019 | Championnats d'Europe en salle    | Glasgow    | 2e       | 400 m     | 45 s 66       |
| 2019 | Championnats d'Europe en salle    | Glasgow    | 2e       | 4 x 400 m | 3 min 6 s 32  |
| 2019 | Championnats d'Europe par équipes | Bydgoszcz  | 3e       | 400 m     | 46 s 36       |
| 2021 | Championnats d'Europe en salle    | Toruń      | 1er      | 400 m     | 46 s 22       |
| 2022 | Championnats d'Europe             | Munich     | 4e       | 4 x 400 m | 3 min 00 s 54 |
| 2025 | Championnats d'Europe en salle    | Apeldoorn  | 2e       | 4 x 400 m | 3 min 5 s 18  |

## Records
| Épreuve | Épreuve   | Temps        | Lieu        | Date            |
| ------- | --------- | ------------ | ----------- | --------------- |
| 200 m   | Plein air | 20 s 74      | Guadalajara | 6 juillet 2018  |
| 200 m   | En salle  | 20 s 68 (NR) | Valence     | 17 février 2018 |
| 400 m   | Plein air | 44 s 73      | Madrid      | 22 juin 2018    |
| 400 m   | En salle  | 45 s 58 (NR) | Madrid      | 19 février 2023 |